# Locomotiefloods van Piła

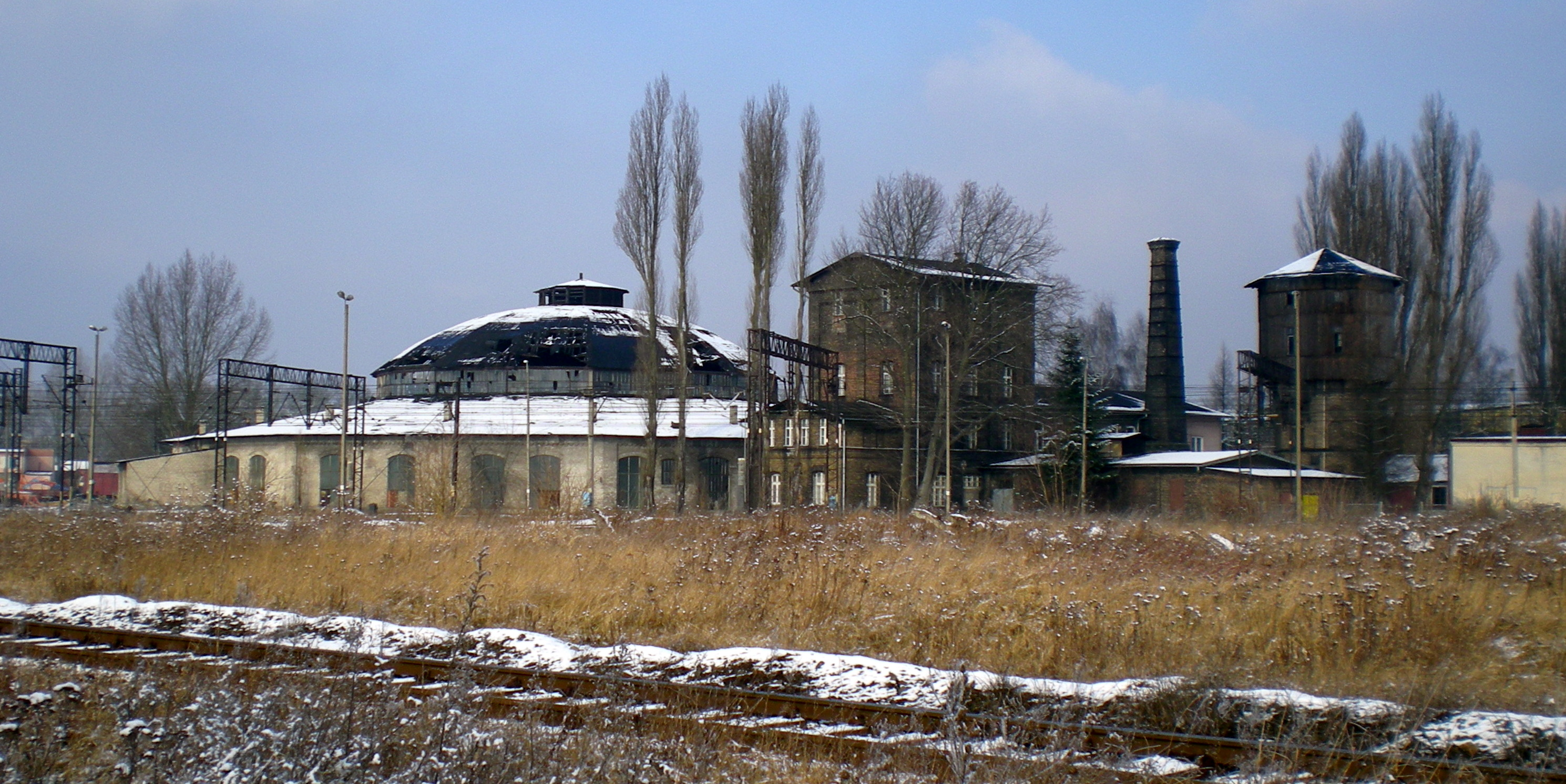
Locomotiefloods van Piła

De locomotiefloods van Piła (Pools: Parowozownia Pilska) is een van de oudste locomotiefloodsen van Europa, bevindt zich in Piła (Polen) en is thans buiten gebruik.

## Geschiedenis
Het depot is gebouwd van 1870 tot 1874 in verband met de intensieve ontwikkeling van de spoorwegen in Pruisen. Vanwege de ronde vorm is het depot een voorbeeld geworden voor een aantal soortgelijke gebouwen in Europa, onder andere in Berlijn en Maagdenburg.

## Behoud
Na tientallen jaren van gebruik is het gebouw buiten gebruik genomen in de jaren 90 van de 20e eeuw en raakte het in de vergetelheid. De stichting Parowozownia Pilska Okrąglak, opgericht in 2007, heeft zich ten doel gesteld dit historische object, dat inmiddels in slechte staat verkeerde, te redden.